# ختم الولايات المتحدة العظيم
ختم الولايات المتحدة العظيم (بالإنجليزية: Great Seal of the United States)‏ أو (شعار الولايات المتحدة) هو ختم يستخدم لإضفاء الشرعية على وثائق معينة تصدر عن طريق الحكومة الفيدرالية للولايات المتحدة. يستخدم هذا المصطلح للدلالة على الختم المادي الملموس (والمحفوظ في وزارة الخارجية)، كما يطلق بشكل أكثر شيوعاً على تصميم الختم لا على الختم ذاته. استخدم هذا الختم لأوّل مرة عام 1782.
التصميم على واجهة الختم هو الشعار الوطني للولايات المتحدة الأمريكية؛ لذلك فإنّ ألوانه تحمل الطابع الرسمي. بينما الختم المادي ذاته، في الواقع، عند طباعته على ورقة فإنّه يحتوي على حبر بلون واحد فقط. طبع الختم، ابتداءً من عام 1935، على ظهر الورقة من فئة دولار واحد.

## الأصل
عين الكونغرس القاري اللجنة الأولى المعنية بتصميم الختم العظيم، أو الشعار الوطني للبلاد، وذلك في اليوم نفسه الذي أعلنت فيه المستعمرات الثلاث عشرة استقلالها عن بريطانيا العظمى بتاريخ 4 يوليو عام 1776. وكحال الأمم الأخرى، كانت الولايات المتحدة بحاجة إلى رمز رسمي للسيادة لتوثيق وختم (أو توقيع) المعاهدات والمعاملات الدولية. استغرق الأمر ست سنوات، وثلاث لجان، ومساهمة أربعة عشر رجلًا، قبل أن يقبل الكونغرس تصميمًا في النهاية (وهو ما تضمن عناصر اقترحتها اللجان الثلاث) في عام 1782.

### اللجنة الأولى
تألفت اللجنة الأولى من بنجامين فرانكلين، وتوماس جيفرسون، وجون آدامز. وعلى الرغم من كون ثلاثتهم من بين المؤلفين الخمسة الرئيسيين لإعلان الاستقلال، إلا أنهم كانوا يفتقرون إلى الخبرة في علم الشعارات (الدرعيات)، وسعوا إلى الاستعانة ببيير يوجين دو سيميتري، وهو فنان يعيش في مدينة فيلادلفيا، والذي صمم أيضًا ختمي ولايتي ديلاوير ونيوجيرسي في وقت لاحق، وأسس متحفًا مكرسًا للحرب الثورية. إذ اقترح كل من هؤلاء الرجال تصميمًا للختم.
اختار فرانكلين مشهدًا رمزيًا من سفر الخروج، ووصفه في مذكراته على أنه يصور «موسى واقفًا على الشاطئ، باسطًا يده فوق البحر، مما يقود إلى غرق فرعون الجالس في عربة مفتوحة، والذي يضع تاجًا على رأسه وسيفًا في يده. وتصل أشعة من عمود النار في السحاب إلى موسى، معبرةً على أنه يعمل بأمر من الإله». أما الشعار فكان: «التمرد على الطغاة هو طاعة لله».
اقترح جيفرسون تصوير قوم بني إسرائيل في التيه، وهم يهتدون بسحابة في النهار، وعمود من النار في الليل، وذلك كواجهة أمامية للختم، ووضع الشقيقان هنيغست وهورسا، وهما الزعيمان الأسطوريان للمستوطنين الأنغلوسكسونيين الأوائل في بريطانيا، على الوجه الخلفي للختم. أما آدامز فاختار لوحة تعرف باسم «حكم هرقل»، والتي تعين فيها على هرقل الشاب الاختيار ما بين السفر على مسار الانغماس الذاتي الذي تفترشه الأزهار، أو مسار أداء الواجب والشرف تجاه الذات الأكثر صعوبة، والذي يتسم بوعورته ومشقته.
عرض دو سيميتري تصميمه في شهر أغسطس من عام 1776، والذي كان أقرب إلى الطرق التقليدية المعهودة في علم الشعارات. ضم الدرع ستة أقسام، ومثل كل منها «البلدان التي سكنها أهل هذه الولايات» (باستخدام رموز إنجلترا، وإسكتلندا، وإيرلندا، وفرنسا، وألمانيا، وهولندا)، وحاوطتها الأحرف الأولى لجميع الولايات الثلاث عشرة. تألف الساندان من شخصية أنثوية تمثل الحرية، وتحمل مرساة الأمل ورمحًا يعلوه غطاء. وعلى الجانب الآخر، جندي أمريكي يحمل بندقيةً وفأسًا حربيةً. احتوى الشعار على «عين العناية الإلهية في مثلث مشع يمتد مجده فوق الدرع، وما وراء هذه الشخصيات»، وكان الشعار «واحد من الكثرة»، بمعنى «واحد من الكثرة»، مكتوبًا على لفافة في الأسفل.
قدمت اللجنة تقريرها إلى الكونغرس بتاريخ 20 أغسطس عام 1776. اختار أعضاء اللجنة تصميم دو سيميتري، ولكنه غُير لتزال مرساة الأمل منه، ويستعاض عن الجندي بسيدة العدالة، التي تحمل سيفًا وميزانًا. وكان يحيط بالعناصر الرئيسية نقش «ختم الولايات المتحدة 1776». أما بالنسبة للوجه الخلفي، فقد استعين بتصميم فرانكلين لموسى، وهو يشق البحر الأحمر. ومع ذلك، لم يحظَ التصميم بإعجاب الكونغرس، وأمِر بوضع التقرير «على الطاولة» في نفس اليوم، منهيًا عمل اللجنة.
في حين أن مجمل هذه التصاميم لم تُستخدم، فقد وقع الاختيار على الشعار «إي بلوريبوس أونوم» ليكون الختم النهائي، واستخدم كل من الرقم الروماني لعام 1776 وعين العناية الإلهية على الوجه الخلفي. وقد أعجب جيفرسون بشعار فرانكلين حتى أنه استخدمه على ختمه الشخصي.
يكاد يكون من المؤكد أن الشعار أخِذ من صفحة عنوان مجلة ذا جينتلمانز، وهي مجلة شهرية تصدر في لندن، وقد استخدمت هذا الشعار منذ إصدارها الأول في عام 1731، وكانت معروفة حق المعرفة في المستعمرات. يشير الشعار إلى احتواء المجلة على مجموعة من مقالات المستقاة من صحف أخرى، وقد استُخدم في جل إصداراتها حتى عام 1833. استوحي الشعار بدوره من دورية ذا جينتلمانز، وهي مجلة مماثلة كانت تصدر لفترة وجيزة خلال الفترة الممتدة من عام 1692 حتى عام 1694. وفي حين ظهرت نسخ عن الشعار في مواضع أخرى (على سبيل المثال، كانت إحدى القصائد، التي غالبًا ما كانت تنسب إلى فيرجيل تحت عنوان مورتوم، تحتوي على العبارة «إي بلوريبوس أونوم»)، وهذا يمثل أقدم استخدام معروف للعبارة بعينها. أما المصدر الآخر فكان بعض العملات الورقية القارية، التي صدرت في وقت سابق من عام 1776، وهي من تصميم فرانكلين، واحتوت على الشعار «نحن واحد»، محاطًا بثلاثة عشر حلقة، حملت كل منها اسم إحدى المستعمرات. وقد تردد صدى هذا التصميم في الختم الذي قدمته اللجنة الأولى، ومن المحتمل للغاية أن الشعار كان نسخةً لاتينيةً من هذا المفهوم.
كانت عين العناية الإلهية رمزًا كلاسيكيًا معروفًا للإله منذ عصر النهضة على الأقل، وكان دو سيميتري على دراية بها.

### اللجنة الثانية
لم يُتخذ أي إجراء آخر بشأن الأمر لمدة ثلاث سنوات ونصف السنة، إذ اضطر الكونغرس القاري إلى مغادرة مدينة فيلادلفيا خلال تلك الفترة، قبل عودته إليها في عام 1778. شكلت لجنة ثانية لتصميم الختم العظيم بتاريخ 25 مارس عام 1780، وتألفت من جيمس لوفل، وجون مورين سكوت، وويليام تشرشل هوستون. ومثلها مثل اللجنة الأولى، فقد التمست مساعدة شخص أكثر خبرةً في علم الشعارات، فكان فرانسيس هوبكنسون في هذه المرة، والذي قام بمعظم العمل.
كان هوبكنسون، وهو أحد الموقعين على إعلان الاستقلال، قد صمم العلم الأمريكي، وساعد أيضًا في تصميم أختام الولايات وأختام حكومية أخرى. قدم هوبكنسون اقتراحين مماثلين، تضمن كل منهما وجهًا أماميًا ووجهًا خلفيًا، وتناولا مواضيع عن الحرب والسلام.
احتوى تصميم هوبكنسون الأول على درع مكون من ثلاثة عشر شريطًا مائلًا باللونين الأحمر والأبيض، وتسند أحد جانبيه شخصية تحمل غصن زيتون وترمز إلى السلام، وهناك على الجانب الآخر، محارب هندي يحمل قوسًا وسهمًا وجعبة سهام. وكانت القمة عبارة عن كوكبة مشعة مؤلفة من ثلاثة عشر نجمًا. وجاء في الشعار عبارة «بيلو فيل باتشه باراتوس»، والتي تعني «مستعدون في الحرب أو في السلم». أما الوجه الخلفي، فكان وفقًا لوصف هوبكنسون يُظهر «الحرية جاثمةً على كرسي، ممسكةً بغصن زيتون وعصا تعلوها قبعة الحرية. والشعار فيرتوته بيرينيس الذي يعني أبدي بفضل الفضيلة. وكان التاريخ مكتوب بالأرقام الرومانية المقابلة لسنة 1776».
في اقتراحه الثاني، استعيض عن المحارب الهندي بجندي يحمل سيفًا، واختُصر الشعار ليصبح «بيلو فيل باتشه» بمعنى «للحرب أو للسلم».
اختارت اللجنة النسخة الثانية، ورفعت تقريرها إلى الكونغرس في يوم 10 مايو عام 1780، أي بعد ستة أسابيع من تشكيلها. وجاء في توصيفها النهائي، الذي طبع في دوريات الكونغرس في يوم 17 مايو، ما يلي: «يُحمل الدرع على حقل لازوردي، ويحتوي على 13 شريط مائل بالتناوب ما بين الأحمر والفضي. وسانديه هما: محارب يحمل سيفًا من اليمين، وشخصية تمثل السلام وتحمل غصن زيتون من اليسار. والقمة هي كوكبة مشعة مكونة من 13 نجمة. والشعار: هو 'بيلو فيل باتشه' بمعنى 'للحرب أو للسلم'». لم يجد الكونغرس النتيجة مقبولة من جديد. وأعادوا إحالة المسألة إلى اللجنة، التي لم تواصل العمل بشأن هذه المسألة.

## معرض صور

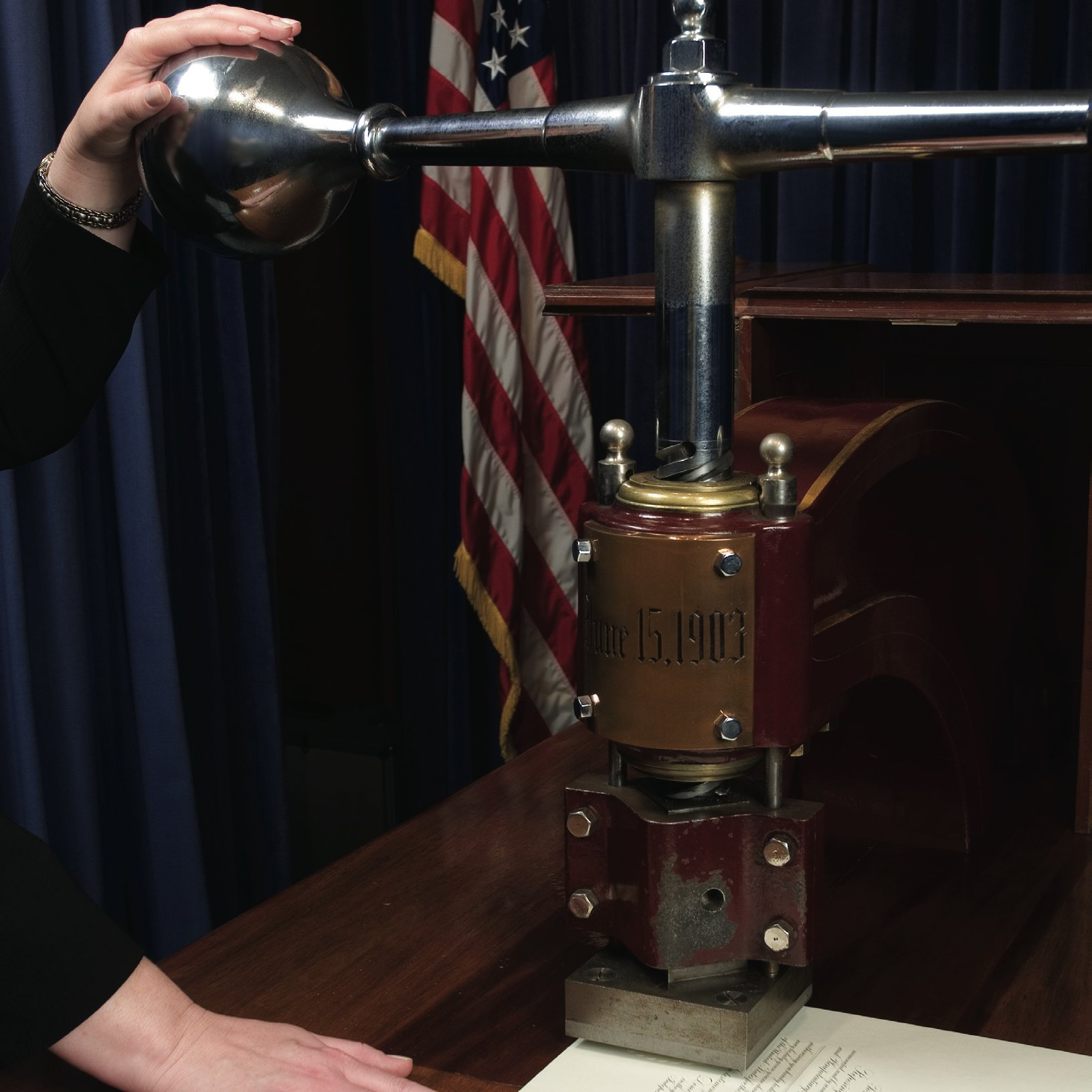
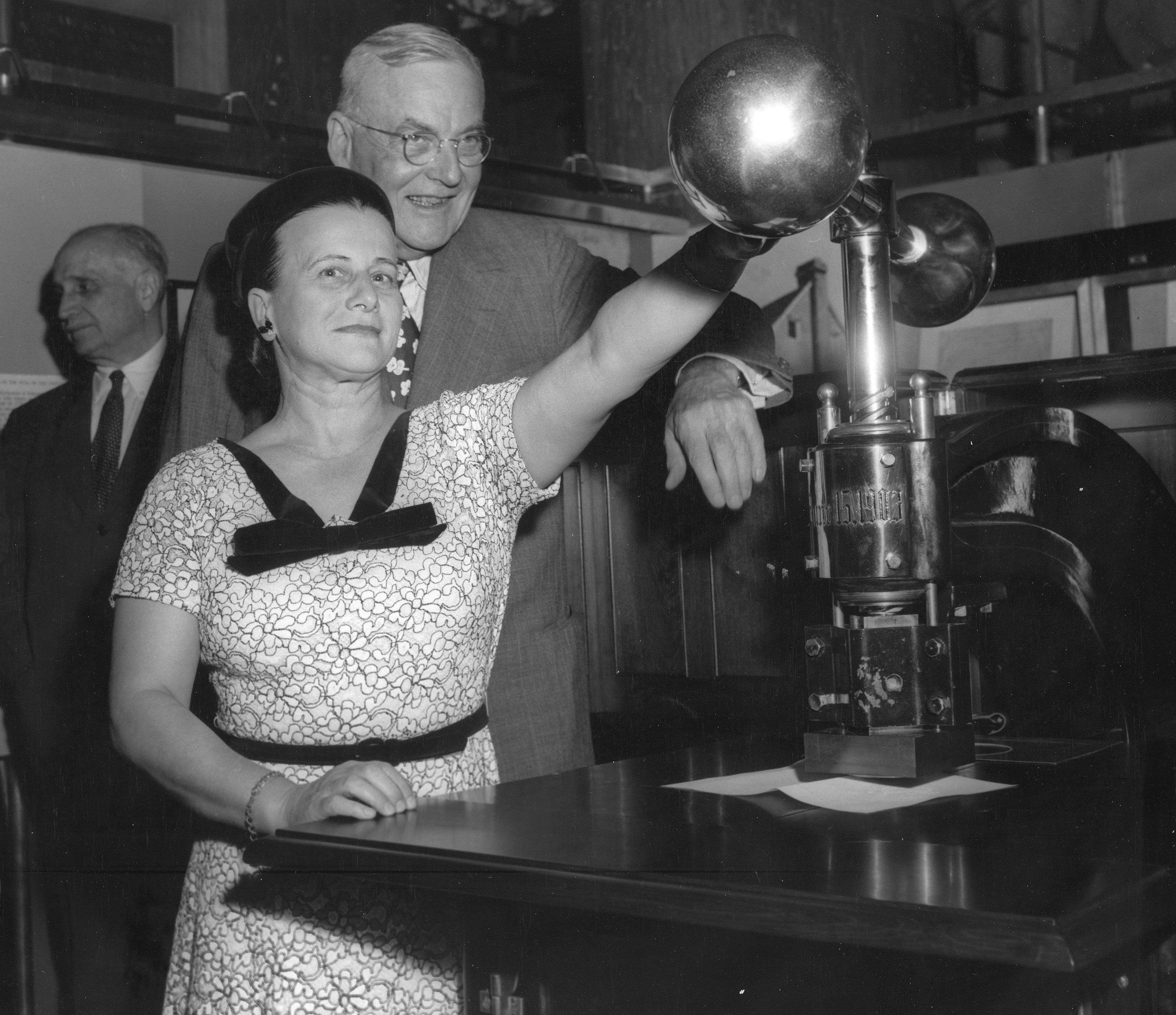
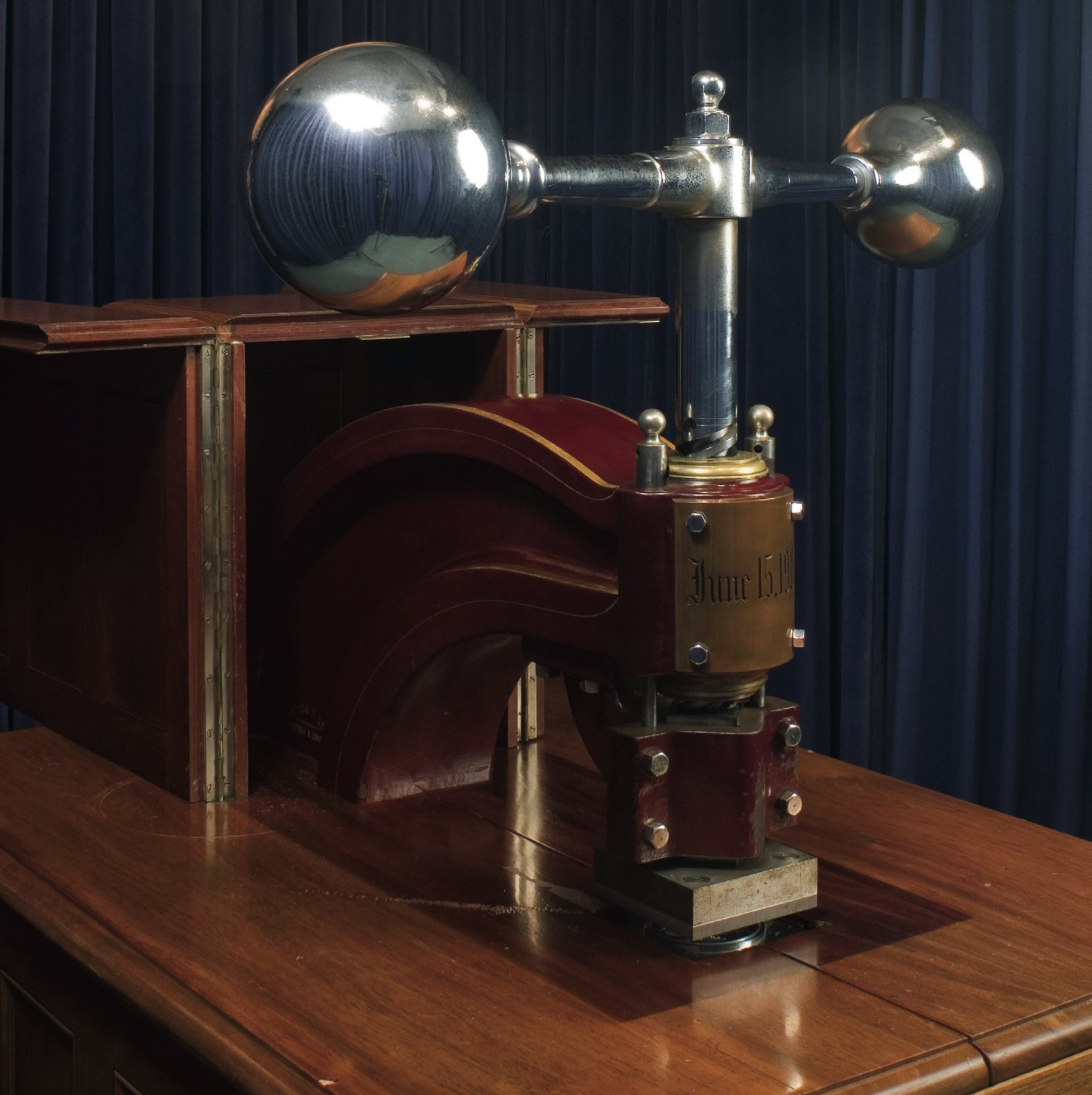
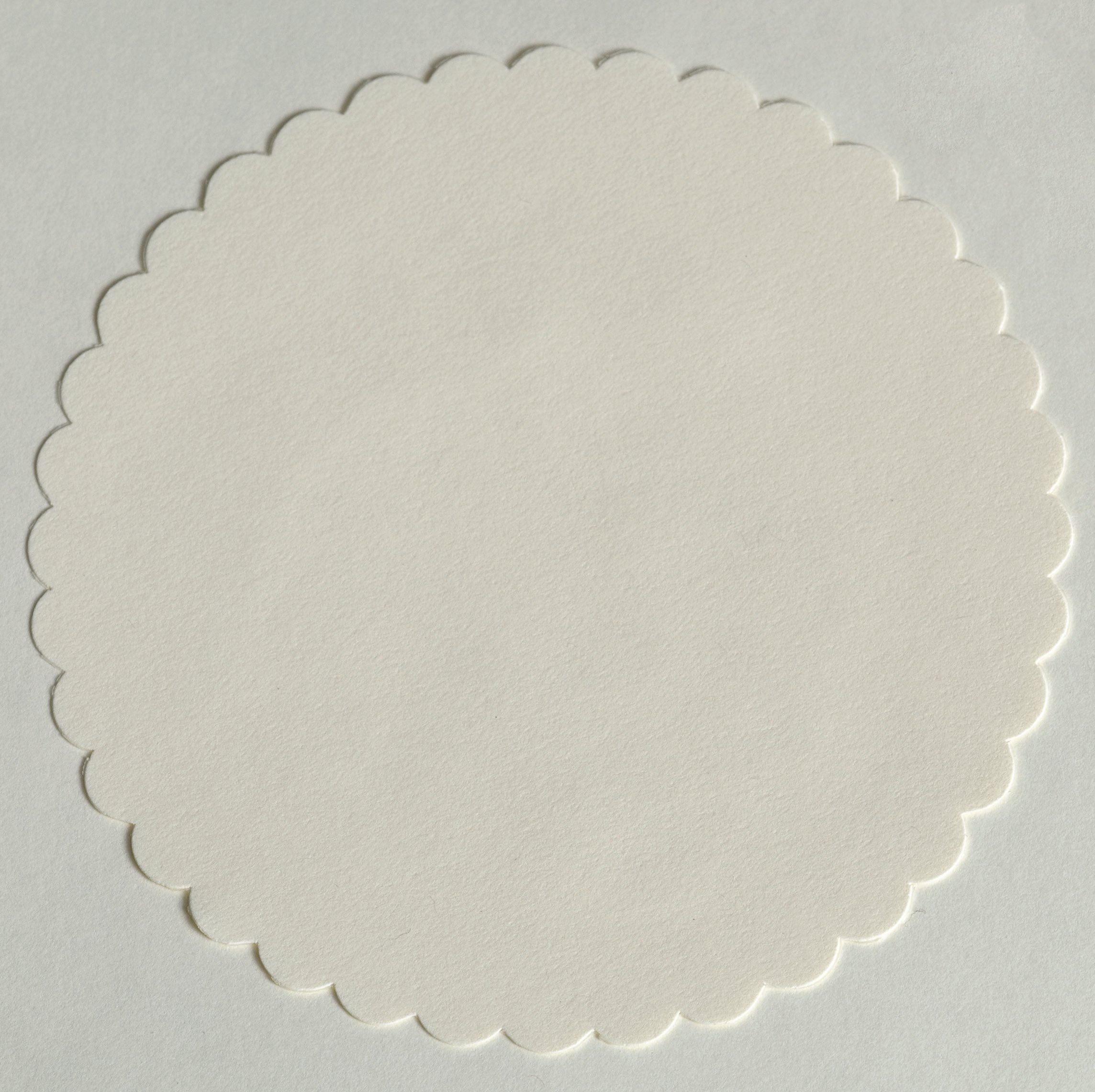
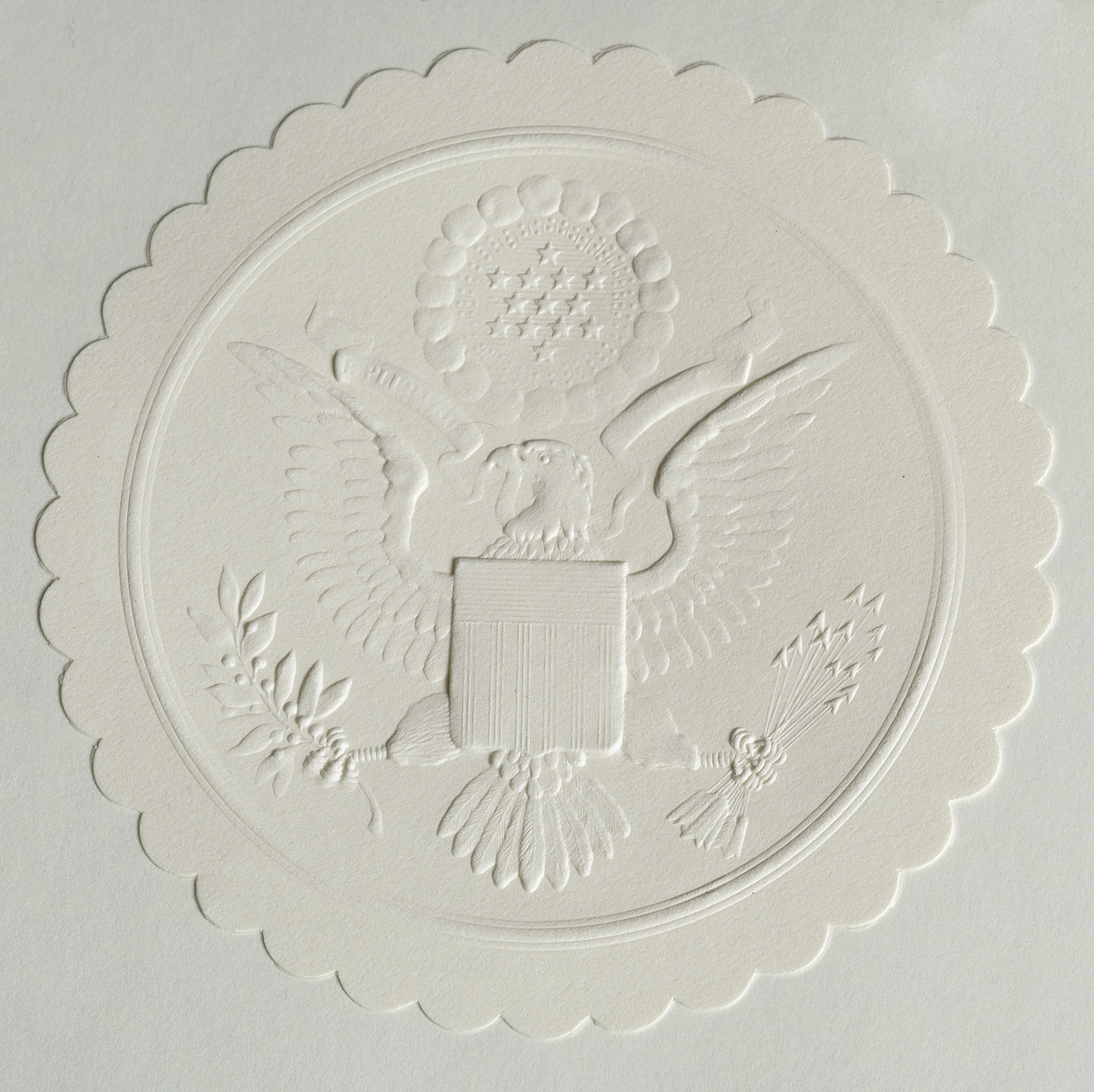
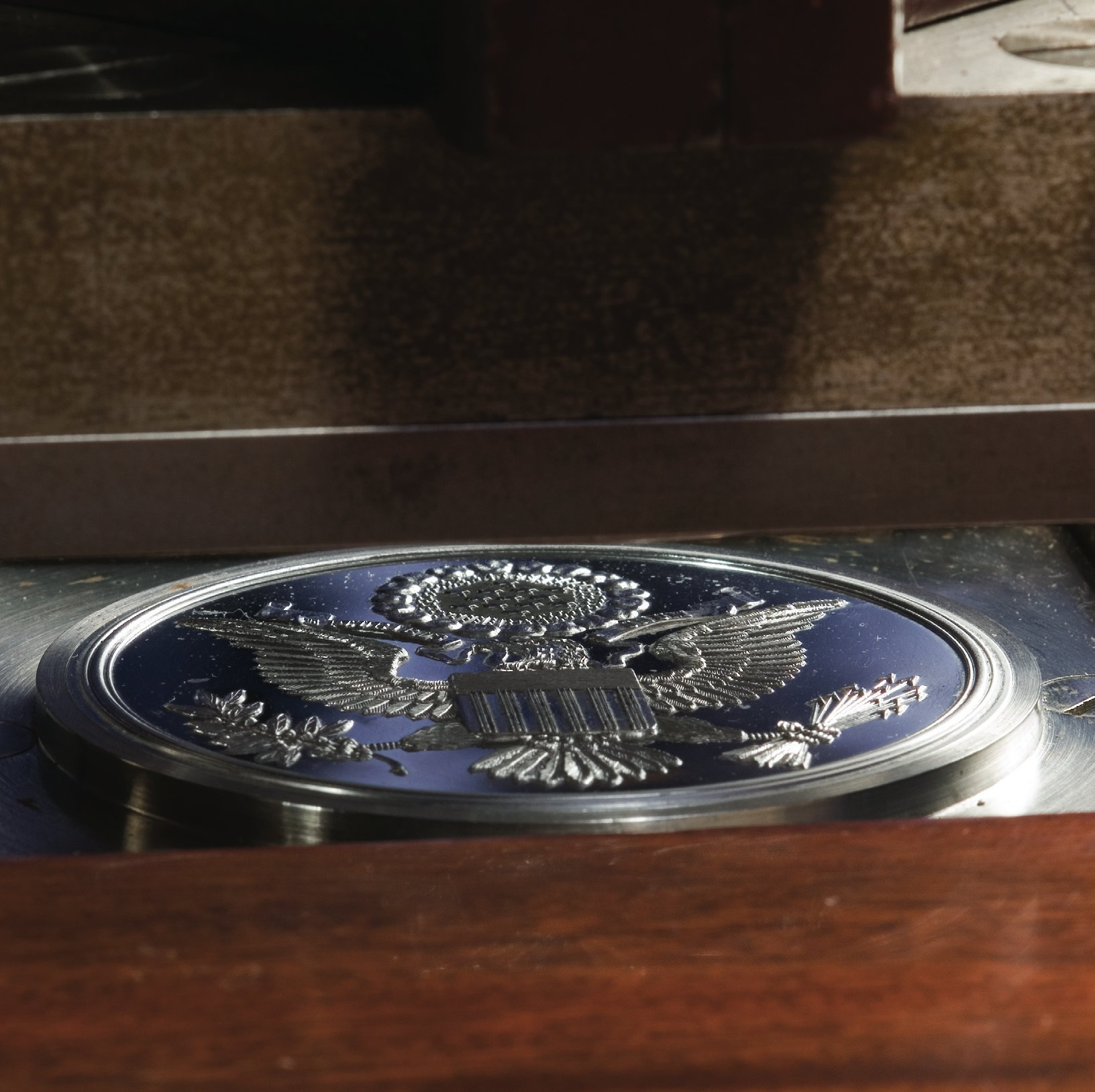